# Championnat d'Uruguay de football 1969
Navigation
Édition précédente Édition suivante
La 67e édition du championnat d'Uruguay de football est remportée par le Club Nacional de Football. C’est le vingt-huitième titre de champion du club. Le Nacional l’emporte avec six points d’avance sur le Club Atlético Peñarol double champion en titre. Club Atlético Bella Vista complète le podium et ce dès son accession à l’élite.
La Fédération d'Uruguay de football ayant décidé d’augmenter le nombre de clubs en première division, le championnat regroupe maintenant onze équipes. Le Danubio Fútbol Club, dernier du championnat descend en deuxième division. À l’inverse, le Club Social y Deportivo Huracán Buceo accède pour la toute première fois de son histoire à la première division.
Tous les clubs participant au championnat sont basés dans l’agglomération de Montevideo.
L’argentin Luis Artime (Nacional) termine avec 24 buts en 20 matchs meilleur buteur du championnat.

## Les clubs de l'édition 1969
| \| Montevideo: · Bella Vista · Club Atlético Cerro · Danubio Fútbol Club · Nacional · Peñarol · Club Atlético Progreso · Rampla Juniors · Racing Club · Sud América · Defensor · Liverpool · River Plate Montevideo \| Localisation des clubs engagés dans le championnat. |
| Montevideo: · Bella Vista · Club Atlético Cerro · Danubio Fútbol Club · Nacional · Peñarol · Club Atlético Progreso · Rampla Juniors · Racing Club · Sud América · Defensor · Liverpool · River Plate Montevideo                                                           |

| Club                             | Stade                       | Capacité | Ville      |
| -------------------------------- | --------------------------- | -------- | ---------- |
| Club Atlético Bella Vista        | Parque José Nasazzi         | -        | Montevideo |
| Club Atlético Cerro              | Estadio Luis Tróccoli       | -        | Montevideo |
| Danubio Fútbol Club              | Jardines Del Hipódromo      | -        | Montevideo |
| Defensor Sporting Club           | Estadio Luis Franzini       | -        | Montevideo |
| Institución Atlética Sud América | -                           | -        | Montevideo |
| Liverpool Fútbol Club            | -                           | -        | Montevideo |
| Club Nacional de Football        | Estadio Gran Parque Central | -        | Montevideo |
| Club Atlético Peñarol            | Estadio Centenario          | -        | Montevideo |
| Racing Club de Montevideo        | Parque Osvaldo Roberto      | -        | Montevideo |
| Rampla Juniors Fútbol Club       | Estadio Olímpico            | -        | Montevideo |
| Club Atlético River Plate        | -                           | -        | Montevideo |

## Compétition

### Classement
Le classement est établi sur le barème de points suivant : victoire à 2 points, match nul à 1, défaite à 0.
| Rang | Équipe                           | Pts | J  | G  | N | P  | Bp | Bc | Diff |
| ---- | -------------------------------- | --- | -- | -- | - | -- | -- | -- | ---- |
| 1    | Club Nacional de Football        | 36  | 20 | 16 | 4 | 0  | 47 | 8  | +39  |
| 2    | Club Atlético Peñarol T          | 30  | 20 | 12 | 6 | 2  | 33 | 12 | +21  |
| 3    | Club Atlético Bella Vista P      | 23  | 20 | 9  | 5 | 6  | 25 | 15 | +10  |
| 4    | Racing Club de Montevideo        | 21  | 20 | 7  | 7 | 6  | 25 | 25 | 0    |
| 5    | Institución Atlética Sud América | 20  | 20 | 7  | 6 | 7  | 25 | 20 | +5   |
| 6    | Club Atlético River Plate        | 20  | 20 | 6  | 8 | 6  | 24 | 28 | -4   |
| 7    | Club Atlético Cerro              | 16  | 20 | 5  | 6 | 9  | 12 | 20 | -8   |
| 8    | Defensor Sporting Club           | 15  | 20 | 4  | 7 | 9  | 13 | 30 | -17  |
| 9    | Rampla Juniors Fútbol Club       | 14  | 20 | 3  | 8 | 9  | 17 | 35 | -18  |
| 10   | Liverpool Fútbol Club            | 14  | 20 | 4  | 6 | 10 | 15 | 25 | -10  |
| 11   | Danubio Fútbol Club              | 11  | 20 | 3  | 5 | 12 | 16 | 34 | -18  |

| Légende : Qualifications et relégations | Légende : Qualifications et relégations                            |
| --------------------------------------- | ------------------------------------------------------------------ |
|                                         | Champion d'Uruguay et qualification pour la Copa Libertadores 1970 |
|                                         | Vice-champion et qualification pour la Copa Libertadores 1970      |
|                                         | Relégué en deuxième division                                       |
|                                         | T : Tenant du titre P : Promus                                     |

## Bilan de la saison
| Championnat d'Uruguay de football 1969 |                                       |
| Champion                               | Club Nacional de Football (28e titre) |
| Qualifications continentales           |                                       |
| Copa Libertadores 1970                 | Club Nacional de Football             |
| Copa Libertadores 1970                 | Club Atlético Peñarol                 |
| Promotions et relégations              |                                       |
| Promus en Primera División             | Club Social y Deportivo Huracán Buceo |
| Relégués en Intermedia                 | Danubio Fútbol Club                   |

## Statistiques

### Meilleur buteur
- Luis Artime  (Nacional) 24 buts.